# Равне-на-Блоках
Равне-на-Блоках (словен. Ravne na Blokah) — поселення в общині Блоке, Регіон Нотрансько-крашка, Словенія. Висота над рівнем моря: 753,5 м.